# 綾瀬みさ
綾瀬 みさ（あやせ みさ、1986年2月9日 - ）は、日本のAV女優。

## 略歴
2008年にAVデビュー。

## 作品

### アダルトビデオ
2008年
- 私がAVに出た理由 初撮りデビュー（5月21日、h.m.p）
- BIKINIマリンピック!!2008（7月15日、ネクストグループ）他出演:滝沢優奈、三浦亜沙妃、蛯川真理、星優乃、広瀬ゆな、澄川ロア、紅りんご、結川るり
- MODEL CLUB CLASS A ver.22（7月18日、silvia）他出演:秋山杏奈
- Finger Job! 10（7月18日、SEX Agent）他出演:美島涼
- ANIMALIJO MISA（8月1日、ANIMALIJO）
- 浴衣乱交夏祭り（8月15日、ネクストグループ）共演多数
- FELLATIO FESTIVAL 11（9月1日、アイデアポケット）他14名出演
- ダキタイカラダ みさ（9月6日、HMJM）
- 青山教養女学院 VOL.1 綾瀬紀子（9月9日、パフューム）
- こともあろうに叔父ちゃんの指が私の中へ… 18（9月12日、東京音光）
- VIP ROOM 夢のようなサービスを受けられる7つの部屋（9月13日、隼エージェンシー）他出演:三浦亜沙妃、瀬織さら、明佐奈（土屋かなこ）、夏川るい、ほしのまき
- ギャルズライフ（9月19日、ミスター・インパクト）他出演:佐田あゆみ、仲村ろみひ、工藤れいか、愛菜りな、夏川るい、ひなのりく
- お嬢さまはバックがお好き 4（9月26日、Fan）他出演:東野愛鈴、睦美杏奈、今野まりあ
- Aクラスモデル12人のすご過ぎセックス Eトコどり総集編（10月17日、silvia）他11名出演
- 誘惑、女教師。綾瀬みさ（11月5日、ドリームチケット）
- パチンコ羞恥露出（11月6日、Hunter）他出演:桃咲まなみ
- 強制レイプマニアックス 1（11月14日、メディアバンク）他出演:桃咲まなみ、 彩花ゆめ、夏川未来（小春）、真中かおり、小宮ゆい
- 初撮り×初ハメ×デビューセックス4時間（11月21日、ビデオバンク）他多数出演
- シチュエーションSEX エロヌキ☆OLのひみつ4時間（11月21日、ビデオバンク）他多数出演
- 潮吹き巨乳ピアノ講師 かすみ24歳（11月22日、豊彦）
- 人気アイドル11人!!中出しドップリ4時間（12月21日、ビデオバンク）他10名出演
- 丁寧語でお仕置きされちゃった僕。（12月25日、アロマ企画）他出演:真心実、柏木みな

2009年
- 美熟女イカセ痙攣3時間（1月1日、ANIMAJIRO）他多数出演
- ボクとあの娘と リモコンバイブ4時間（1月21日、ビデオバンク）他多数出演
- 強制レイプマニアックス ダークナイト4時間（2月27日、メディアバンク）他多数出演
- 豊乳中出し 第三十章（3月4日、ジュエル）
- 美裸×美脚×美女 ver.3（4月7日、マギー）
- ノンストップ!レイプ!4時間（4月19日、ミスター・インパクト）他多数出演
- GAL’S CLIMAX 3（5月29日、クリスタル映像）他多数出演
- S級ギャル240 II（7月19日、ミスター・インパクト）他多数出演
- S級美尻お嬢様バック責め4時間DX（8月7日、クリスタル映像）他多数出演
- S級美少女10人プライベート生中出しSEX（8月7日、メディアバンク）他多数出演
- 私達の肛門、じっくりたっぷり眺めてください。（10月23日、SEX Agent）他多数出演
- 極太ロングディルドでオマ●コぐっしょぐしょ掻き回しオナニー（10月23日、SEX Agent）他多数出演

2010年
- 痴女教師×男子喰い 4時間（3月15日、ドリームチケット）他多数出演

2011年
- ひとつ屋根の下 肉親に辱められた美人姉妹（3月1日、エマニエル）共演:市川この葉、水島春花、神咲翔子